# Australoheros autrani
Australoheros autrani är en fiskart som beskrevs av Ottoni och Costa 2008. Australoheros autrani ingår i släktet Australoheros och familjen Cichlidae. Inga underarter finns listade.